# 馬祖里夫卡 (波爾塔瓦區)
49°34′7″N 34°21′24″E / 49.56861°N 34.35667°E
馬祖里夫卡（烏克蘭語：Мазурівка），是烏克蘭的村落，位於該國中部波爾塔瓦州，由波爾塔瓦區負責管轄，分別距離科萬奇克0.5公里和羅扎伊夫卡1公里，海拔高度142米，2001年人口23。